# Louis Paillhou
Louis Paillhou, né le 8 juillet 1786 à Challignac en Charente et mort le 4 juin 1863 à Paris, est un militaire français.

## Biographie
Fils et petit-fils de militaire, il est élève de l'École polytechnique à l'âge de 16 ans.
En 1805, il quitte l'école d'artillerie de Metz et commence sa carrière militaire. D'abord lieutenant en second d'artillerie dans l'armée des côtes de l'Océan, il est promu lieutenant en premier au sein de la Grande Armée au siège de Graudenz, et obtient sa première décoration en 1807.
Capitaine en 1812, il s'illustre aux batailles de Smolensk et de la Moskova.
Le 24 octobre 1813, Il est fait baron de l'Empire.
Le 15 septembre 1815 il est colonel du régiment d'artillerie à pied de la Garde royale.
Il est élevé au grade de maréchal de camp en 1819.
Sous-gouverneur de l'École polytechnique en 1823, il prend le titre le vicomte.
Le 2 mai 1827, il épouse Jeanne-Charlotte du Breuil de La Brosse. Ils ont un fils, Gaston, philanthrope qui a légué toute sa fortune.
En juin 1839, il préside le tribunal militaire qui acquitte le général de Brossard, accusé de corruption lorsqu'il commandait la division d'Oran.
Il est grand officier de la Légion d'honneur en 1847.